# Jan Kamiński (jeździec)
Jan Kamiński (ur. 18 września 1992 w Warszawie) – polski jeździec, specjalizujący się we wszechstronnym konkursie konia wierzchowego, olimpijczyk z Tokio (2021).

## Życiorys
Absolwent Społecznego Liceum Ogólnokształcącego nr 5 STO w Milanówku. Jest zawodnikiem klubu Equikam Zaręby.
W 2018 został w WKKW mistrzem Polski seniorów na koniu senior. W tej samej konkurencji zdobył też na tym samym koniu srebrny medal MP w 2017 i brązowy medal MP w 2016.
W 2019 reprezentował Polskę na mistrzostwach Europy, ale nie ukończył próby terenowej (startował na koniu Jard). W 2021 został rezerwowym reprezentacji Polski na letnie igrzyska olimpijskie, na których ostatecznie wystąpił, zastępując Pawła Spisaka. Na zawodach olimpijskich zajął 29. miejsce indywidualnie i 13. miejsce drużynowo (startował na koniu Jard).
W 2024 wystartował w zawodach WKKW podczas Letnich Igrzysk Olimpijskich, gdzie został wymieniony za Pawła Warszawskiego. Decyzja podjęta przez Polski Związek Jeździecki spotkała się z głośnym sprzeciwem, gdyż wymiana zawodnika w głównym składzie nastąpiła z pominięciem rezerwowych. Podczas próby terenowej wystartował na koniu Jard, ale nie ukończył przejazdu.
Jest jednym z właścicieli ośrodka jeździeckiego Ad Astra oraz trenerem jeździectwa.